# Мольфар
Мольфа́р (укр. мольфар) — в культуре гуцулов — человек, который, как считается, обладает сверхъестественными способностями, знахарь, носитель древних знаний и культуры. Мольфары занимаются целительством, управляют силами природы (например, погодой), используя для этого заклинания, особые предметы, травы. Слово «мольфар» происходит от термина «мо́льфа», который означает заколдованный предмет.
Мольфары стали известны широкой публике благодаря книге Михаила Коцюбинского «Тени забытых предков» (1911) и снятому по её мотивам одноимённому фильму (1964).
В 2015 году в Верховине был открыт Музей гуцульской магии. В нём представлены вещи, которыми пользовались маги-мольфары.